# Gisela Arendt
Gisela Klara Johanna Antoinette Arendt, coniugata Jacob (Wilmersdorf, 5 novembre 1918 – Bonn, 18 febbraio 1969), è stata una nuotatrice tedesca.
Specializzata nello stile libero, ha vinto la medaglia d'argento nella staffetta 4x100 m sl e il bronzo nei 100 m sl ai Giochi olimpici di Berlino 1936.

## Palmarès
- Olimpiadi

Berlino 1936: argento nella staffetta 4x100 m sl e bronzo nei 100 m sl.
- Europei

1934 - Magdeburgo: argento nei 100 m dorso e nella staffetta 4x100 m sl, bronzo nei 100 m sl.